# دوناتاس كازلوسكاس
دوناتاس كازلوسكاس (31 مارس 1994 في ليتوانيا - ) هو لاعب كرة قدم ليتواني في مركز الوسط. شارك مع منتخب ليتوانيا تحت 21 سنة لكرة القدم ومنتخب ليتوانيا لكرة القدم. أما مع النوادي، فقد لعب مع ليخيا غدانسك ونادي أتلانتس ونادي جالغيريس وOlimpia Grudziądz ‏ وNational Football Academy of Lithuania ‏ وFK Atletas Kaunas ‏.

## وصلات خارجية
- دوناتاس كازلوسكاس على موقع الاتحاد الدولي (مؤرشف)  (الإنجليزية)
- دوناتاس كازلوسكاس على موقع الاتحاد الأوربي (الإنجليزية)
- دوناتاس كازلوسكاس على موقع قاعدة بيانات كرة القدم.إي يو (الإنجليزية)
- دوناتاس كازلوسكاس على موقع ناشيونال فوتبول تيمز (الإنجليزية)
- دوناتاس كازلوسكاس على موقع Soccerway.com (الإنجليزية)